# 日本薬剤師連盟
日本薬剤師連盟（にほんやくざいしれんめい）は、日本薬剤師会の掲げる理念と政策を実現するために政治活動を行う政治組織であり、
前身は1949年（昭和24年）5月に結成された「日本薬政会」である。薬剤師としての職責を全うするために必要な法令制度や政策などの具現化を求めて政治活動をおこなう。主に薬局系の薬剤師の組織であり病院薬剤師の組織は別に存在する。

## 事務局所在地
- 東京都新宿区四谷4-3 四谷トーセイビル2F

## 役員
- 会長 - 山本信夫
- 幹事長 - 岩本研
- 副会長 - 石井甲一
- 副会長 - 大澤泰輔
- 副会長 - 荻野構一
- 副会長 - 神谷政幸
- 副会長 - 鳥海良寛
- 副幹事長 - 川田哲
- 副幹事長 - 浜田嘉則

## 関連議員
- 現職国会議員
  - 逢坂誠二 - 薬剤師、元ニセコ町長、衆議院議員(5期)。立憲民主党。第44回衆議院議員総選挙（2005年）で初当選。第46回衆議院議員総選挙(2012年)で落選するも、第47回衆議院議員総選挙(2014年)で再選。
  - 本田顕子 －  組織内候補。薬剤師、参議院議員(1期)。自由民主党。第25回参議院議員通常選挙（2019年）初当選。
  - 神谷政幸 －  組織内候補。薬剤師、参議院議員(1期)。自由民主党。第26回参議院議員通常選挙（2022年）初当選。
- 元国会議員
  - 藤井基之 － 組織内候補。薬剤師、厚生省出身、参議院議員(3期)。自由民主党。第19回参議院議員通常選挙（2001年）初当選。第21回参議院議員通常選挙(2007年)で落選するも、第22回参議院議員通常選挙(2010年)で再選。2022年に神谷政幸と交代する形で引退。
  - 石井道子 － 薬剤師、元埼玉県議会議員、参議院議員(3期)。1983年の第13回参議院議員通常選挙で比例区に出馬。落選となったが、1984年、現職の死去に伴い繰り上げ当選。1996年から約1年間環境庁長官も務めた。2001年に藤井基之と交代する形で政界引退。
  - 三井辨雄 - 薬剤師、元衆議院議員(4期)。民主党。第42回衆議院議員総選挙（2000年）で初当選。
  - 松本純 - 薬剤師、前衆議院議員(7期)。自由民主党。第41回衆議院議員総選挙（1996年）で初当選。第42回衆議院議員総選挙(2000年)で落選するも、第43回衆議院議員総選挙(2003年)に再選。第49回衆議院議員総選挙(2021年)で落選。
  - 渡嘉敷奈緒美 - 薬剤師、前衆議院議員(4期)、元厚生労働副大臣。自由民主党。第44回衆議院議員総選挙（2005年）で初当選したが、第45回衆議院議員総選挙（2009年）で落選。第46回衆議院議員総選挙(2012年)で再選。第49回衆議院議員総選挙(2021年)で落選。

## 沿革
- 1967年（昭和42年）1月 - 政治資金規正法届出団体となり、「日本薬剤師政治連盟」発足。初代会長は武田孝三郎。
- 1968年（昭和43年）8月 - 「日本医薬分業実施推進同盟」結成。
- 1970年（昭和45年）9月 - 武田孝三郎会長が逝去。
- 1970年（昭和45年）10月 - 沖勘六が会長に就任。
- 1972年（昭和47年）4月 - 石館守三が会長に就任。
- 1972年（昭和47年）4月 - 「日本薬剤師政治連盟」と「日本医薬分業実施推進同盟」が合併し、「日本薬剤師連盟」が改称発足。
- 1982年（昭和57年）4月 - 高木敬次郎が会長に就任。
- 1994年（平成6年）4月 - 吉矢佑が会長に就任。
- 1998年（平成10年）4月 - 佐谷圭一が会長に就任。
- 2002年（平成14年）4月 - 中西敏夫が会長に就任。
- 2004年（平成16年）6月 - 薬剤師教育6年制のための学校教育法、薬剤師法改正が成立。
- 2008年（平成20年）4月 - 児玉孝が会長に就任。
- 2014年（平成26年）4月 - 山本信夫が会長に就任。
- 2024年（令和6年）4月 - 岩月進が会長に就任。

## その他
- 日本病院薬剤師連盟 - 日本病院薬剤師会の掲げる理念と政策を実現するために政治活動を行う政治組織。